# 金紫薇
金紫薇（1985年10月17日—），遼寧沈阳人，中國女子前賽艇運動員，現任江西省体育局副局长。

## 簡歷
金紫薇从小就長得較同龄孩子高大，而且頗具運動天份；小学时便開始练習长跑及篮球，曾贏得长跑全校第一，以及代表学校贏得区內篮球比赛亞軍。1999年，沈阳水上运动学校的教练张振平前往铁路实验中学选材，認為身高超过1.8米的金紫薇是练赛艇的好苗子，於是把她招進赛艇隊；一年后，15岁的金紫薇更随同教练，到江西展開了三年的艱苦訓練。

### 初戰單、双人項目
2003年，金紫薇首次参加全国青年赛艇锦标赛便一舉拿得单人项目冠军；同年入选中国国家赛艇队，並於翌年馬上代表國家出戰雅典奥运会，在女子八人单桨有舵手项目获得第四名。2005年，金紫薇在十运会赛艇比赛上贏得单人双槳、双人双槳项目两块金牌；翌年，她又在多哈亚运会获得单人项目金牌。

### 轉戰四人項目
在2006年世界杯系列赛中，金紫薇在四人双桨項目與搭檔合作共获得一冠一亚；从此，她在国家队的训练重心便转向四人艇方面，並向奥运争冠的目标進發。2007年，金紫薇在世界賽艇锦标赛四人双桨項目與搭檔获铜牌；2008年北京奥运会上，金紫薇跟队友唐宾、奚爱华和张杨杨在2008年夏季奧林匹克運動會賽艇比賽女子四人雙槳决赛中，上演驚險逆转，击败夺冠热门英国队勇夺金牌，为中国赛艇项目创造了历史。
2010年亞洲運動會，金紫薇在开幕式中獲選為中国代表团的旗手，除了成为中国参加亚运会以来第一位女旗手外，更是中国第一个来自水上运动的旗手。而在該屆的亞運會賽艇比賽中，她則展现出强大实力，与搭档田靓以7:05.68的成绩夺得金牌。

### 退役后
2013年，金紫薇退役。2014年初，金紫薇任职江西省水上运动管理中心党委副书记，后同时任江西省水上运动管理中心主任。2021年7月，出任江西省体育局副局长。